# Dzień Dawcy Szpiku
Dzień Dawcy Szpiku – święto dawstwa szpiku i leczenia nowotworów krwi obchodzone w Polsce od 2002 roku. W dniu dawcy szpiku kostnego pokazuje się  ludzi, którzy oddali szpik i komórki krwiotwórcze po to, by dać szansę chorym na powrót do zdrowia.